# 슬로바크인
슬로바크인(슬로바키아어: Slováci)은 슬라브 민족이며 주로 슬로바키아에 거주하며 슬로바키아어를 사용한다. 슬로바키아의 국민(시민권자)도 슬로바크인이라 할 수 있지만 보통은 민족을 가리키는 표현으로서 더 많이 사용된다.
국가별로 거주 인구를 보자면 슬로바키아에 대략 5백만 명, 체코 공화국에는 30만 명, 헝가리에는 10만 명, 세르비아, 주로 보이보디나에는 8만 명, 루마니아와 폴란드에는 2만 명이 거주하며 우크라이나(주로 서부지역), 불가리아, 크로아티아와 러시아, 키르기스스탄, 벨라루스, 영국, 독일에 소수가 살고 있다.
이민자들은 미국에 50만 명 남짓 되며 캐나다에는 2만 명이 된다. 오스트레일리아와 타 국가(일본, 중화인민공화국, 대한민국 등)에도 슬로바크계 이민자들이 거주한다.

## 같이 보기
- 슬로바키아인 명단

## 문화
슬로바크인은 같은 슬라브 민족인 슬로베니아인과 이름이 비슷하지만, 전혀 다른 민족이다. 문화는 체코인과 비슷하다.

## 종교
대부분이 가톨릭을 믿지만 이슬람교나 개신교(주로 루터파 개신교)를 믿는 사람들도 약간씩 있다.